# George Gekas

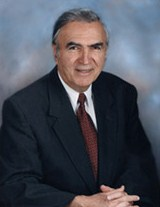
George Gekas

George William Gekas (* 14. April 1930 in Harrisburg, Pennsylvania; † 16. Dezember 2021 ebenda) war ein US-amerikanischer Politiker. Zwischen 1983 und 2003 vertrat er den Bundesstaat Pennsylvania im US-Repräsentantenhaus.

## Werdegang
George Gekas besuchte bis 1948 die William Penn High School in seiner Heimatstadt Harrisburg. Danach studierte er bis 1952 am Dickinson College in Carlisle. Zwischen 1953 und 1955 diente er in der US Army. Nach einem anschließenden Jurastudium an der Dickinson School of Law in Carlisle und seiner 1958 erfolgten Zulassung als Rechtsanwalt begann er in diesem Beruf zu arbeiten. Von 1960 bis 1966 war er stellvertretender Bezirksstaatsanwalt im Dauphin County. Gleichzeitig schlug er als Mitglied der Republikanischen Partei eine politische Laufbahn ein. Von 1966 bis 1974 war er Abgeordneter im Repräsentantenhaus von Pennsylvania; zwischen 1976 und 1982 gehörte er dem Staatssenat an.
Bei den Kongresswahlen des Jahres 1982 wurde Gekas im 17. Wahlbezirk von Pennsylvania in das US-Repräsentantenhaus in Washington, D.C. gewählt, wo er am 3. Januar 1983 die Nachfolge des Demokraten Allen E. Ertel antrat. Nach neun Wiederwahlen konnte er bis zum 3. Januar 2003 zehn Legislaturperioden im Kongress absolvieren. In diese Zeit fielen die Terroranschläge am 11. September 2001 sowie der Beginn des Irakkrieges und des Militäreinsatzes in Afghanistan. 1988 war Gekas einer der mit der Durchführung eines Amtsenthebungsverfahrens gegen den Bundesrichter Alcee Hastings betrauten Abgeordneten. Zehn Jahre später, 1998, übte er die gleiche Funktion beim gescheiterten Amtsenthebungsverfahren gegen Präsident Bill Clinton aus. Er galt als einer der konservativsten Kongressabgeordneten. Im Jahr 2002 wurde er nicht wiedergewählt. 